# 棱果穀木
棱果穀木，为野牡丹科穀木屬下的一个种。